# ویکتور (کشتی‌گیر)
ویکتور (انگلیسی: Viktor؛ زادهٔ ۴ دسامبر ۱۹۸۰) کشتی‌گیر کشتی حرفه‌ای اهل کانادا است.